# Kroonstad (Delfzijl)
Kroonstad is een buurt in Delfzijl. De buurt is gelegen tussen het Damsterdiep en het Oude Eemskanaal, nabij het centrum van Delfzijl. Ten zuiden grenst de buurt aan de wijk Doklanden. Aan de noordkant ligt het deels over het voormalige hoornwerk "Kostverloren", dat in de vestingtijd Delfzijl moest beschermen tegen aanvallen uit de richting Farmsum. Kroonstad is een van de oudste buurten van Delfzijl. 
De buurt ligt ingeklemd tussen het Damsterdiep (noordwest) en het oude Eemskanaal (zuidoost). Juist tussen het centrum van Delfzijl en Farmsum in. In de buurt ligt onder andere de "Nieuweweg", de weg van Delfzijl naar Farmsum. Aan de Nieuweweg ligt het gemaal De Drie Delfzijlen. Kroonstad kent een rĳke historie, voorheen waren hier een scheepswerf, een steenfabriek, een houtzagerĳ en houthandel gevestigd.Tot de jaren 90 stond in deze buurt de Baggerschool. Anno 2024 zijn er plannen een nieuwe buurt te bouwen in kroonstad op de plek van voormalige bedrijfsgebouwen.  In 2024 vonden er opnames plaats voor de Duitse televisieserie Tatort

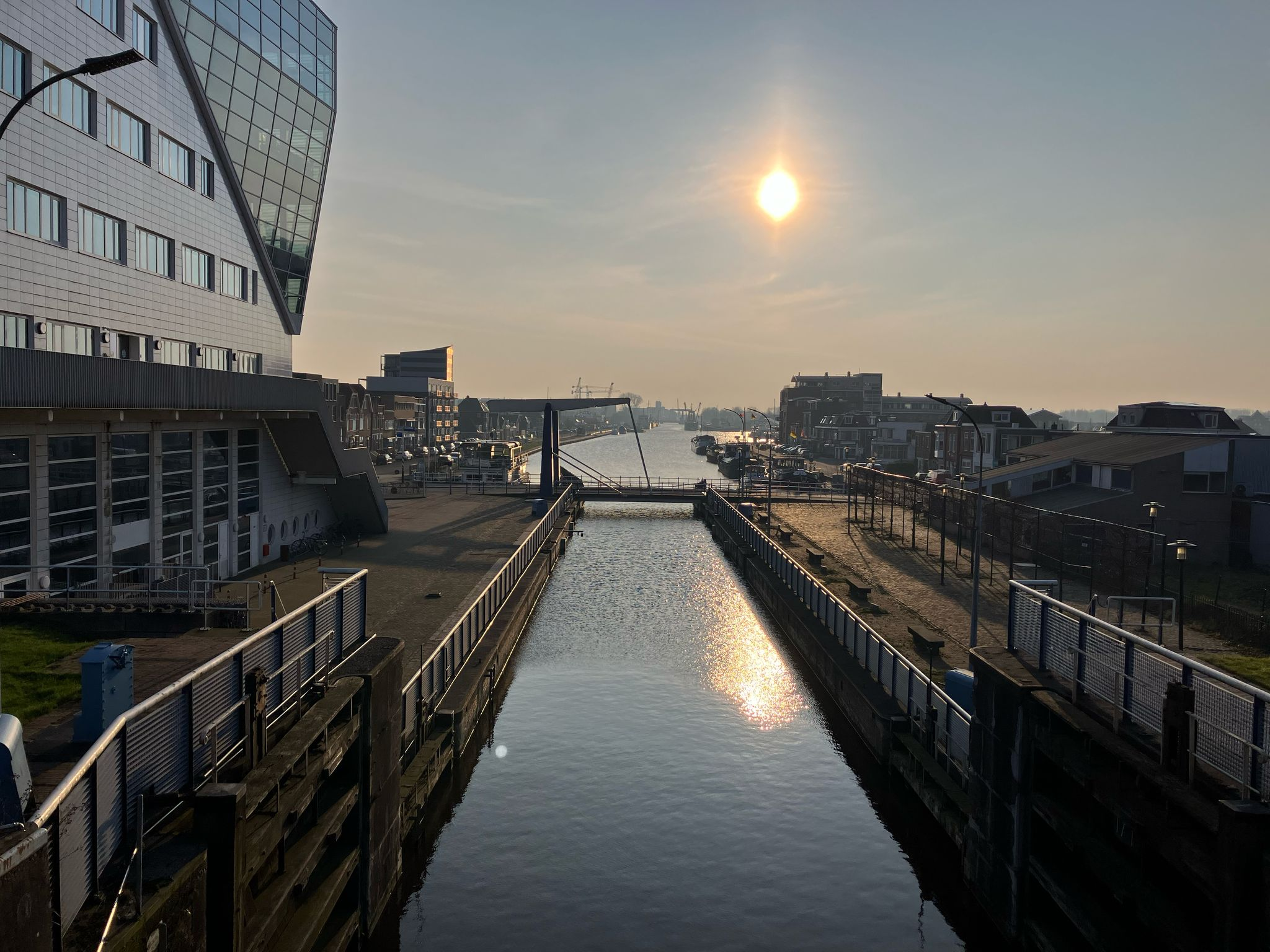
Gezicht op de sluis in het oude Eemskanaal gezien vanuit Kostverloren, Kroonstad tussen Delfzijl en Farmsum. Rechts Kroonstad.
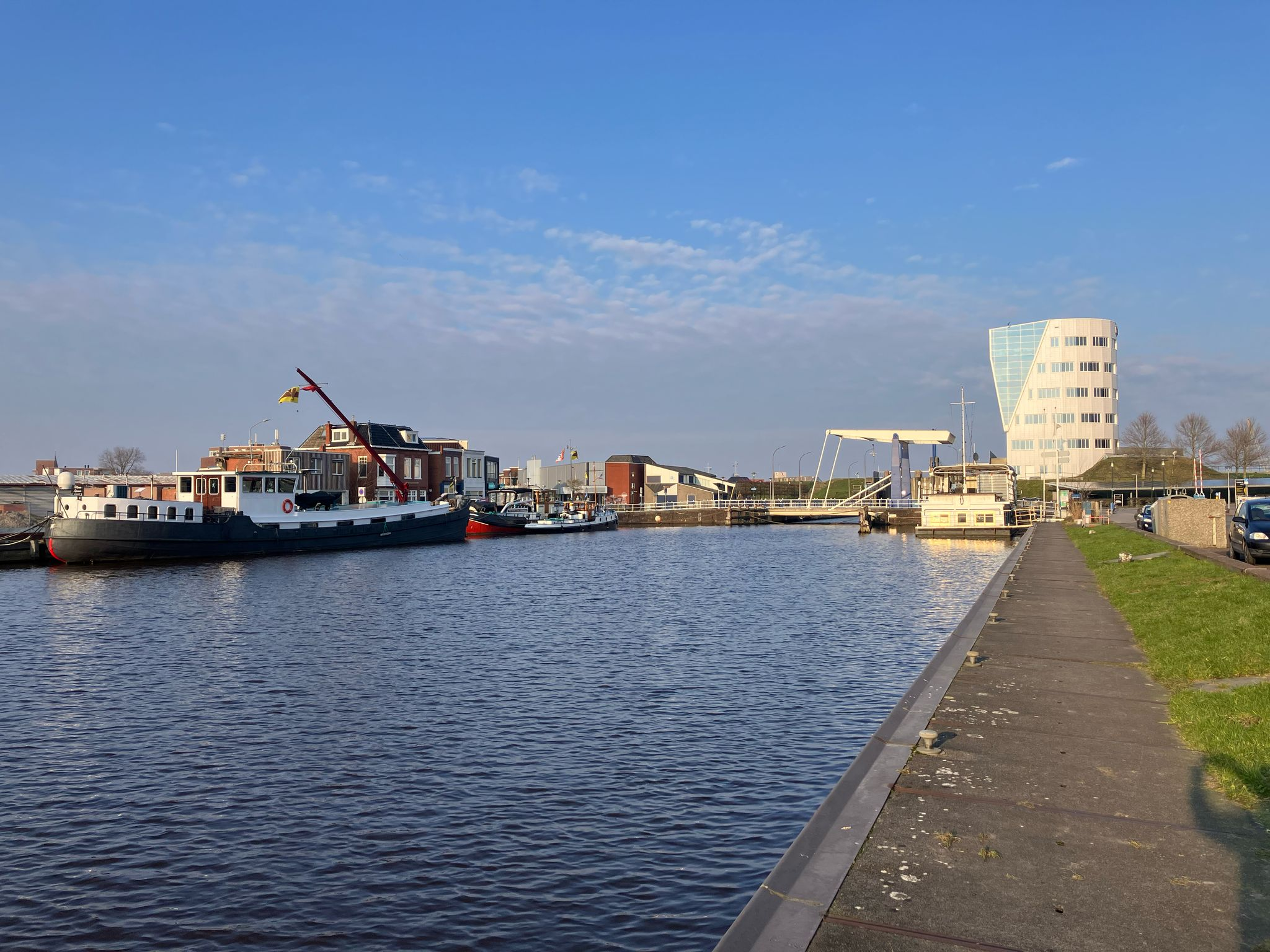
Gezicht op de sluis in het oude eemskanaal, bij Kroonstad tussen Delfzijl en Farmsum
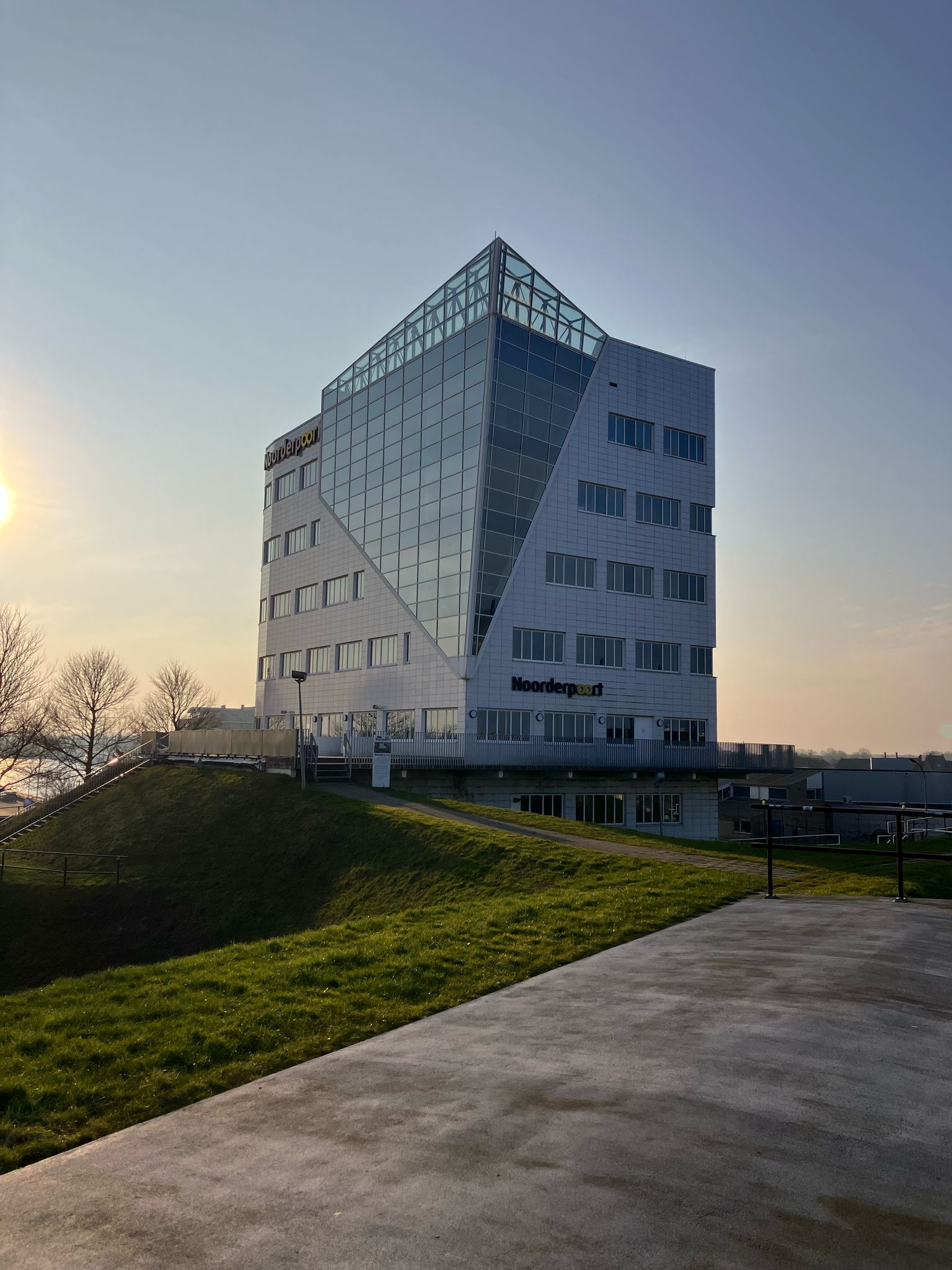
De zeevaartschool (Noorderpoort) nabij Kroonstad Delfzijl.
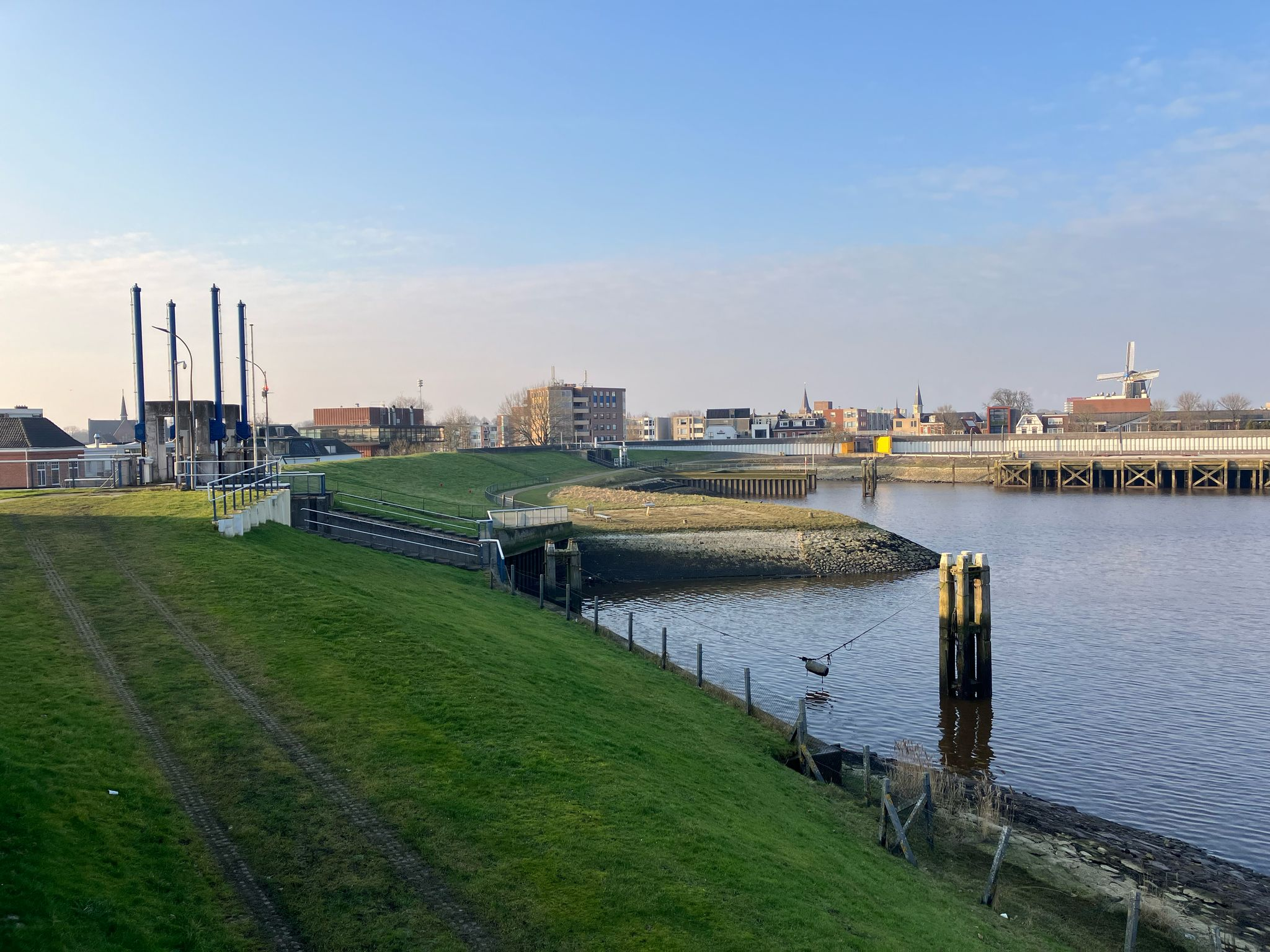
Gezicht op Kostverloren (Delfzijl)